# Comuna Mala Karatul, Pereiaslav-Hmelnițki
Mala Karatul (în ucraineană Мала Каратуль) este o comună în raionul Pereiaslav-Hmelnițki, regiunea Kiev, Ucraina, formată din satele Mala Karatul (reședința), Travneve și Voskresenske.

## Demografie
Componența lingvistică a comunei Mala Karatul
     Ucraineană (97,09%)
     Rusă (2,91%)
Conform recensământului din 2001, majoritatea populației comunei Mala Karatul era vorbitoare de ucraineană (97,09%), existând în minoritate și vorbitori de rusă (2,91%).